# Edith Stein College

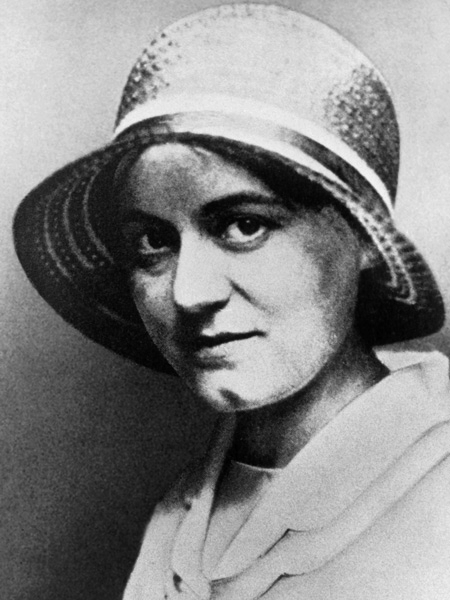
Edith Stein (1891-1942)

Het Edith Stein College is een middelbare school in Den Haag.

## Naam
Het college stond vroeger bekend als het Rooms-Katholiek Meisjes Lyceum. Meisjes en jongens gingen vroeger naar verschillende scholen. Katholieke jongens uit Den Haag gingen naar het Aloysius College aan de Oostduinlaan. 
Vanaf 1961 heette de school het Edith Stein Lyceum voor meisjes en sinds 1970 het Edith Stein College. Met de naam wordt de rooms-katholieke martelares en heilige Edith Stein geëerd. In de wandeling wordt de school aangeduid als 'het Edith Stein'. Tegenwoordig profileert de school zich ook als Edith Stein College. Voorheen Internationaal College Edith Stein.

## Locaties en bestuur
De school werd in 1915 opgericht door de Antonius Abt parochie. Ze werd gehuisvest in gebouwen aan de Amaliastraat. Het schoolbestuur werd in 1920 overgenomen door de Sint-Willibrordus Vereniging van Den Haag.
In 1931 werd een nieuw gebouw in gebruik genomen op de locatie van de in 1919 afgebrande Oranjekazerne aan de Nieuwe Schoolstraat / Mauritskade. Uitbreidingen werden vanaf 1953 gevestigd aan het nabijgelegen Louis Couperusplein (voorheen 'Lyceumplein' geheten). In 1971 werd de St. Michael Mavo opgenomen in dezelfde schoolvereniging. In 2015 is het de school eindelijk gelukt om een nieuw gebouw neer te zetten (op dezelfde locatie). Hierbij is onder andere de oude kapel wel behouden gebleven.
Samen 11 andere (inter) confessionele middelbare scholen in Den Haag (met onder meer het Corbulo College in Voorburg (de vroegere Vlietschool) en het Montaigne Lyceum in Den Haag) maakt de school sinds 2016 deel uit van LVODH, dat op haar beurt weer onderdeel is van Lucas Onderwijs, een van de grootste schoolbesturen van Nederland.

## Band met andere instellingen of verenigingen
- De school was betrokken bij de oprichting van het Edith Stein Concours waar klassieke muziek, jazz en compositie wordt gepromoot naar jonge mensen van 12 tot 19 jaar toe. Het Concours werd in 1990 hernoemd naar het Prinses Christina Concours.
- Meisjes van het lyceum maakten deel uit van de in 1932 opgerichte katholieke hockeyclub. Deze club, het tegenwoordige H.C.C. Groen-Geel, dankt zijn bloei dan ook aan het lyceum, thans college.
- er is ook een natuurkunde YouTube kanaal